# Carola Jungwirth
Carola Jungwirth (* 13. Juni 1966  in Gadderbaum) ist eine deutsche Wirtschaftswissenschaftlerin und war von 2016 bis 2020 Präsidentin der Universität Passau.

## Leben und Wirken
Jungwirth studierte Betriebswirtschaftslehre an der Ludwig-Maximilians-Universität München und wurde an der TU Bergakademie Freiberg zum Thema „Auswirkungen des Mutterschutzgesetzes (MuSchG) und des Bundeserziehungsgeldgesetzes (BErzGG) auf die beruflichen Ein- und Aufstiegschancen von Frauen – Eine ökonomische Analyse“ promoviert. An der Universität Zürich schrieb sie ihre Habilitation zum Thema „Wissensabhängige Strategiewahl in der Venture-Capital-Industrie – Eine theoretische und empirische Analyse“.
Nach einer Vertretungsprofessur für Betriebswirtschaftslehre an der Universität Witten/Herdecke und einer Professur für Corporate Entrepreneurship an der Universität Liechtenstein folgte 2007 der Ruf an die Universität Passau, wo sie seither den Lehrstuhl für Betriebswirtschaftslehre mit Schwerpunkt Internationales Management innehat. Von 2007 bis 2010 war sie Studiendekanin sowie von 2012 bis 2014 Dekanin der Wirtschaftswissenschaftlichen Fakultät. Von April 2016 bis März 2020 war Jungwirth Präsidentin der Universität Passau sowie von Juni 2019 bis November 2020 Vizepräsidentin für Lehre und Studium der Hochschulrektorenkonferenz. Seit April 2020 hat sie den Lehrstuhl für Betriebswirtschaftslehre mit Schwerpunkt Governance an der Universität Passau inne.